# Miguel de la Madrid, Chiapas
Miguel de la Madrid är en ort i Mexiko.   Den ligger i kommunen Comitán Municipality och delstaten Chiapas, i den sydöstra delen av landet, 800 km öster om huvudstaden Mexico City. Miguel de la Madrid ligger 1 580 meter över havet och antalet invånare är 132.
Terrängen runt Miguel de la Madrid är platt åt nordost, men åt sydväst är den kuperad. Terrängen runt Miguel de la Madrid sluttar österut. Runt Miguel de la Madrid är det ganska tätbefolkat, med 96 invånare per kvadratkilometer. Närmaste större samhälle är Las Margaritas, 15,6 km nordost om Miguel de la Madrid. I omgivningarna runt Miguel de la Madrid växer huvudsakligen savannskog.